# Peugeot Moovie
La Peugeot Moovie est un prototype concept car d'automobile Peugeot exposée au Salon de l'automobile de Francfort de 2005.

## Histoire
La Peugeot Moovie est le projet vainqueur du 3e concours de Design Peugeot (présidé par Frédéric Saint-Geours, directeur général de Peugeot) sur le thème « Dessinez la Peugeot dont vous rêvez pour un avenir proche ». Il est remporté, parmi 3 800 projets proposés, par le Portugais André Costa, âgé de 23 ans, étudiant en design industriel à Lisbonne.
André Costa a gagné un chèque de 6 000 euros, une reproduction de sa Moovie à l'échelle 1/43 et la présentation du prototype de son véhicule au Salon de l'automobile de Francfort de 2005.

## Caractéristiques
Ce véhicule urbain à deux places, qui succède à la Peugeot 4002, bénéficie de grandes surfaces vitrées et jouit d’une grande agilité en toute circonstance. Les roues permettent de réduire la consommation d'énergie électrique grâce à leur taille importante.